# Kreuzer (Familienname)
Kreuzer ist ein deutscher Familienname.

## Namensträger
- Adolf Kreuzer (1843–1915), Schweizer Glasmaler und Restaurator
- Andreas Kreuzer (* 1990), deutscher Springreiter
- Anton Kreuzer (Fußballspieler) (1895–nach 1928), österreichischer Fußballspieler
- Anton Kreuzer (Jurist) (Anton Maximilian Kreuzer; 1929–2010), deutscher Jurist und Richter
- Anton Kreuzer (Publizist) (* 1932), österreichischer Publizist
- Arthur Kreuzer (* 1938), deutscher Kriminologe
- Bettina Kreuzer (* 1960), deutsche Klassische Archäologin
- Carmen Kreuzer (* 1973), österreichisches Model
- Chiara Kreuzer (* 1997), österreichische Skispringerin
- Christian Kreuzer (1915–1984), deutscher Politiker (CSU)
- Christoph Kreuzer (* 1982), niederländischer Skispringer
- Conrad Kreuzer (auch Konrad Kreutzer; 1810–1861), österreichischer Zeichner, Maler und Lithograf
- Edwin Kreuzer (* 1947), deutscher Maschinenbauingenieur und Hochschullehrer
- Elise Stephanie Kreuzer (1845–1936), deutsche Schauspielerin und Sängerin (Sopran, Koloratursopran)
- Erwin Kreuzer (1878–1953), deutscher Geistlicher, Bischof der Alt-Katholischen Kirche in Deutschland
- Franz Kreuzer (Maler) (1819–1872), deutscher Xylograph und Maler
- Franz Kreuzer (1929–2015), österreichischer Journalist und Politiker
- Georg Kreuzer (1940–2022), deutscher Historiker
- Götz Kreuzer (* 1940), deutscher Politiker (PDS/Die Linke)
- Gundula Kreuzer (* 1975), deutsche Musikwissenschaftlerin
- Hans Kreuzer (1911–1988), deutscher Maler
- Hans-Ueli Kreuzer (* 1950), Schweizer Skilangläufer
- Heiner Kreuzer (1944–1985), deutscher Politiker (SPD)
- Heinrich Kreuzer (Sänger) (1819–1900), österreichischer Opernsänger (Tenor)
- Heinrich Kreuzer (Mediziner) (1929–2016), deutscher Kardiologe
- Helmut Kreuzer (1927–2004), deutscher Literatur- und Medienwissenschaftler
- Hermann Kreuzer, deutscher Rugbyspieler
- Ingrid Kreuzer (1926–2004), deutsche Literaturwissenschaftlerin, Kunsthistorikerin und Schriftstellerin
- Jakob Kreuzer (* 1995), österreichischer Fußballspieler
- Jessica Kreuzer (* 1989), deutsche Fußballspielerin
- Johann Kreuzer (* 1954), deutscher Philosoph und Hochschullehrer
- Josef Kreuzer (1907–1958), deutscher SS-Standartenführer und Geheimdienstmitarbeiter
- Karl Kreuzer (* 1934), deutscher Rechtswissenschaftler und Hochschullehrer
- Kirsten Kreuzer (* 1983), deutsche politische Beamtin
- Kristina Kreuzer (* 1975), deutsche Übersetzerin und Verlagslektorin
- Lars Kreuzer (* 1971), deutscher Biathlet
- Lisa Kreuzer (Elisabeth Kreuzer; * 1945), deutsche Schauspielerin
- Marianne Kreuzer (* 1965), deutsche Sportjournalistin und Fernsehmoderatorin
- Marie Kreuzer (1839–1904), österreichische Sängerin
- Martin Kreuzer (* 1962), deutscher Mathematiker und Fernschachspieler
- Max Kreuzer (1946–2024), deutscher Heil- und Sonderpädagoge
- Maximilian Kreuzer (1960–2010), österreichischer Physiker
- Niklas Kreuzer (* 1993), deutscher Fußballspieler
- Oliver Kreuzer (* 1965), deutscher Fußballspieler und -funktionär
- Oscar Kreuzer (1887–1968), deutscher Tennisspieler
- Peter Kreuzer, deutscher Volkskundler
- Peter Kreuzer (* 1980), österreichischer Musikproduzent, siehe Peter Cruseder
- Petra Kreuzer (* 1970), österreichische Schauspielerin und Kabarettistin
- Philipp Kreuzer (Produzent) (* 1970/1971), deutscher Filmproduzent und Medienmanager
- Philipp Kreuzer (Eishockeyspieler) (* 1995), österreichischer Eishockeyspieler
- Philipp Kreuzer (Nordischer Kombinierer) (* 1995), österreichischer  Nordischer Kombinierer
- Ralf Kreuzer (* 1983), Schweizer Skirennläufer
- Rudolf Kreuzer (1928–2010), österreichischer Maler, Bühnenbildner, Mosaizist und Bildhauer
- Siegfried Kreuzer (* 1949), österreichischer Theologe
- Stefanie Kreuzer (Kunsthistorikerin) (* 1966), deutsche Kunsthistorikerin und Kuratorin
- Stefanie Kreuzer (Literaturwissenschaftlerin) (* 1975), deutsche Literaturwissenschaftlerin
- Thomas Kreuzer (Politiker) (* 1959), deutscher Politiker (CSU)
- Thomas Kreuzer (Theologe) (* 1967), deutscher Theologe und Kommunikationswirt
- Tim Kreuzer (* 1992), deutscher Volleyballspieler
- Vinzenz Kreuzer (1809–1888), österreichischer Maler
- Wilhelm Kreuzer (Tiermediziner) (vor 1936–1994), deutscher Tiermediziner und Hochschullehrer
- Wilhelm Kreuzer (Mediziner) (1942–2016), österreichischer Chirurg und Hochschullehrer
- Willy Kreuzer (Wilhelm Kreuzer; 1947–2019), österreichischer Komponist und Alpinist